# Bernhard Thibaut
Bernhard Friedrich Thibaut (Harburg, 22 de dezembro 1775 — Göttingen, 4 de novembro 1832) foi um matemático alemão.

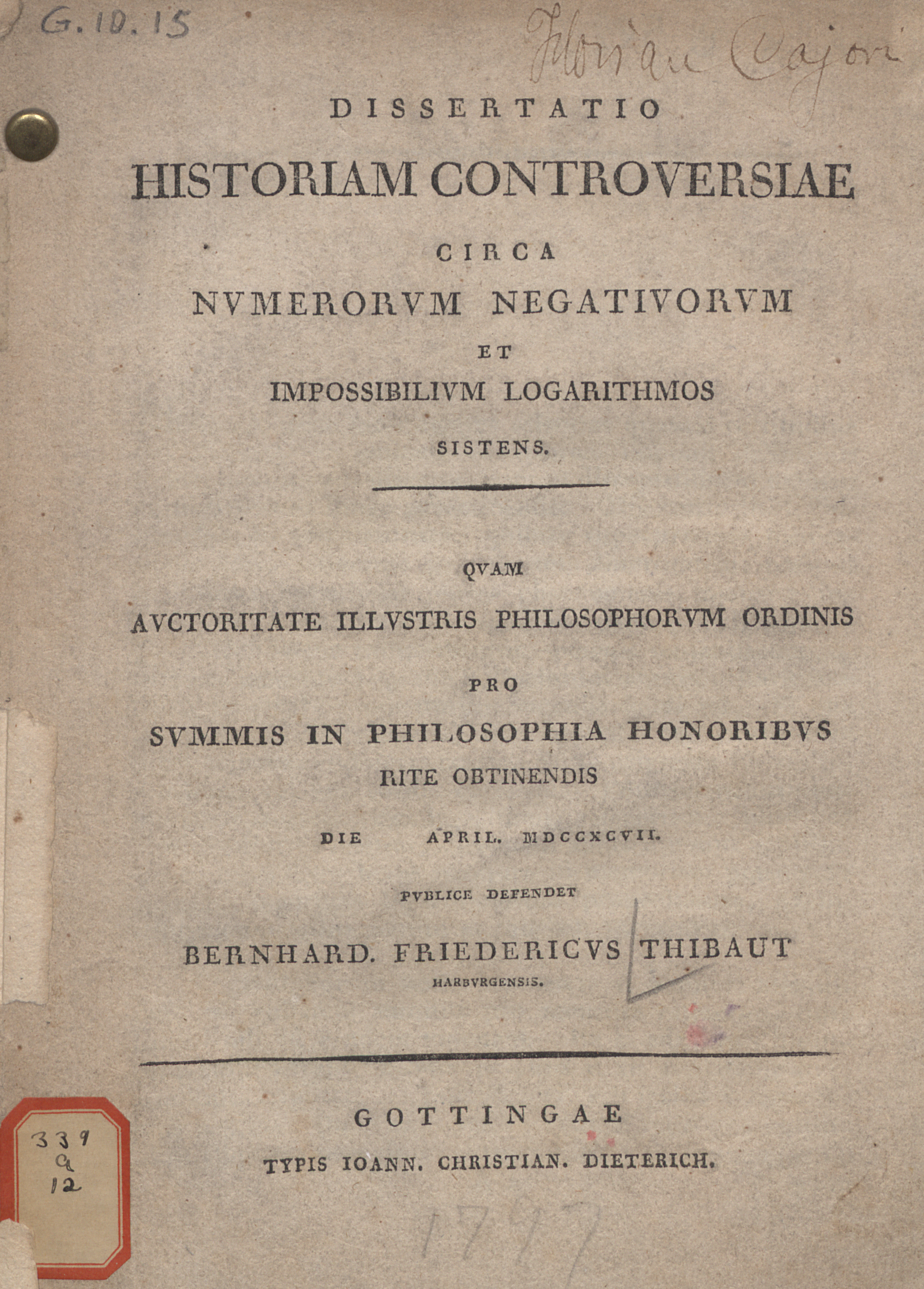
Dissertatio historiam controversiae circa numerorum negativorum et impossibilium logarithmos sistens, 1797

Irmão mais jovem do jurista Anton Friedrich Justus Thibaut, estudou na Universidade de Göttingen, onde foi aluno de Georg Christoph Lichtenberg, Abraham Gotthelf Kästner e Johann Beckmann. Em 1797 foi privatdozent na Universidade de Göttingen, em 1802 professor extraordinário e em 1805 professor ordinário (de filosofia). Em 1828 obteve uma cátedra de matemática.
Publicou em 1801 o livro Grundriss der Reinen Mathematik, que atingiu a quinta edição em 1881. Seu livro Grundriss der Allgemeinen Arithmetik und Analysis foi publicado em 1809 (2ª edição em 1830) foi fundamental para a reforma do então vigente ensino de análise na Alemanha (preocupou-se em separar a análise da geometria). Devido à sua retórica brilhante, Thibaut atrai muitos alunos em suas aulas, ao contrário de Carl Friedrich Gauss, que não gostava de lecionar e tinha poucos alunos. Thibaut utilizava uma série de instrumentos em suas aulas de mecânica, instrumentos estes elaborados por Lichtenberg e Beckmann, e que ele preservava. Em 1826 foi reitor da Universidade de Götingen. No últimos seis naos de sua vida sofreu de depressão, e durante este período final de sua vida não mais saiu de sua moradia.